# David Ousted
David Ousted (født 1. februar 1985) var en dansk professionel fodboldmålmand, der har spillet for klubber som FC Midtjylland, Randers FC, Vancouver Whitecaps, Sønderjyske og Hammarby.
Ousted begyndte karrieren i Brøndby IF og har siden spillet for bl.a. HIK. Fra 2007 til 2010 var han målmand for SønderjyskE.
I 2010 erstattede han Kevin Stuhr Ellegaard i Randers FC. Her spillede han frem til sommeren 2013, hvor han skiftede til Vancouver Whitecaps FC.
Privat er han gift med Maria Valentin Ousted. De bor begge i Sverige, og har 3 børn sammen. En datter født i august 2012 og tvillingedrenge født i april 2014.

## Hæder

### Titler
- Vancouver Whitecaps: Vinder af Canadisk Cup (Away Canadian Championship) i 2015.[1]
- Hammarby IF: Vinder af Svenska cupen 2021
- FC Midtjylland: Vinder af DBU Pokalen 2022